# Le Vent des sables
Pour plus de détails, voir Fiche technique et Distribution.
Le Vent des sables est un téléfilm franco-belge réalisé par Stéphane Kappes sur un scénario de Frédéric Faurt et Lionel Pasquier, et diffusé pour la première fois en Belgique le 18 février 2024 sur La Une et en France le 7 septembre 2024 sur France 3.
Ce polar est une coproduction de Son et Lumière, France Télévisions, AT-Production et la RTBF pour France 3,,, réalisée avec la participation de la Radio télévision suisse (RTS) et de TV5 Monde, ainsi que le soutien de la région des Pays de la Loire.

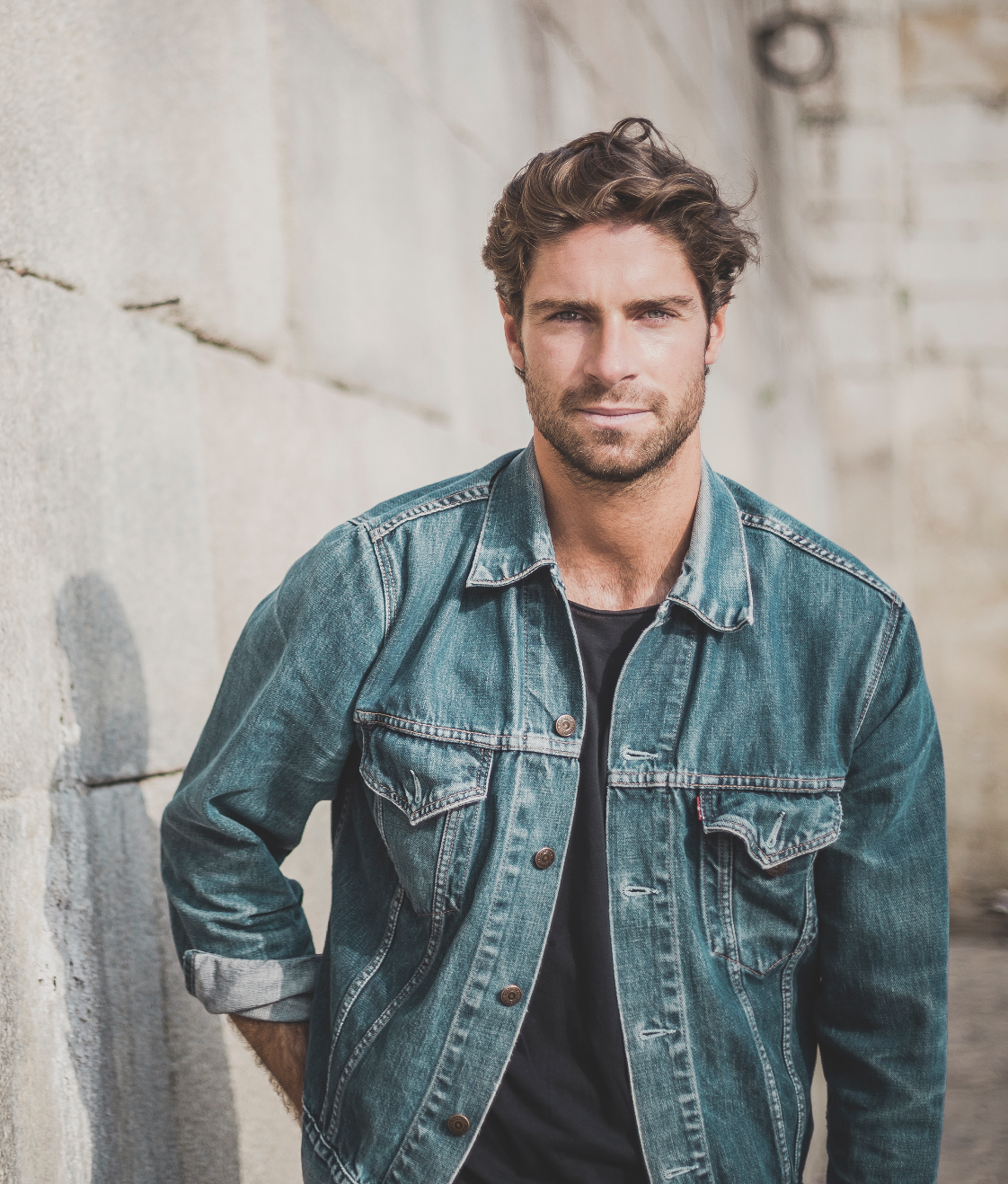
Tom Leeb.

## Synopsis
Aux Sables-d'Olonne, alors que le skipper Yannick Berthomé prépare la course du Vendée Globe, son sponsor Théodore Milard est retrouvé assassiné : il a été assommé, ligoté et jeté à la mer.
L'enquête est confiée à la capitaine Judith Kamara et au lieutenant Olivier Finet du SRPJ d'Angers.
Quelque temps plus tard, Patrick Vernet, l'avocat de la société Milard, est retrouvé assassiné selon le même mode opératoire.
Le commandant  Vallée envisage de retirer l'enquête à Judith Kamara : elle est en effet la veuve du skipper Martin Berthomé, le frère cadet de Yannick, mort en mer quatre ans plus tôt lors d'une édition du Vendée Globe où il essayait de surpasser son frère, avec qui la rivalité était grande.

## Fiche technique
Sauf indication contraire, les informations mentionnées dans cette section peuvent être confirmées par les bases de données cinématographiques IMDb et Allociné,  présentes dans la section « Liens externes ».
- Titre français : Le Vent des sables
- Réalisation : Stéphane Kappes
- Scénario : Frédéric Faurt et Lionel Pasquier
- Musique : Xavier Berthelot
- Décors : Vanessa Clert
- Costumes : Marie-Noëlle Van Meerbeeck
- Photographie : Sophie Ardisson
- Son : Rodolphe Beauchamp
- Montage : Bénédicte Gellé
- Production : Alexandra Clert
- Sociétés de production : Son et Lumière, France Télévisions, AT-Production et la RTBF
- Pays de production :  France /  Belgique
- Langue originale : français
- Format : couleur
- Genre : Policier
- Durée : 90 minutes
- Dates de première diffusion : 
  - Belgique : 18 février 2024 sur La Une
  - France : 7 septembre 2024 sur France 3[5]

## Distribution
- Marie-Josée Croze : capitaine Judith Kamara, du SRPJ d'Angers
- Tom Leeb : lieutenant Olivier Finet, du SRPJ d'Angers
- William Nadylam : commandant Étienne Vallée
- Laurence Huby : Jezequel, la légiste
- Alexandre Brasseur : skipper Yannick Berthomé
- Simon Morant : skipper Martin Berthomé
- Guillaume Arnault : Sébastien Rocheteau, team manager de Yannick Berthomé
- Nicolas Jouhet : Philippe Carmin, team manager de Martin Berthomé
- Arnaud de Montlivault : Théodore Milard, sponsor de Yannick Berthomé
- Gabrielle Atger : Angélique Milard
- Stéphane Brel : Patrick Vernet, avocat de la société Milard
- Célie Vergé : Tiphaine Delmasse

## Production

### Genèse et développement
Le scénario de ce polar est de la main de Frédéric Faurt et Lionel Pasquier, et la réalisation est assurée par Stéphane Kappes,,,,.
Pour l'écriture du scénario de ce téléfilm sur le Vendée Globe, le coscénariste Lionel Pasquier s'est appuyé sur ses racines : il n'est pas né aux Sables-d'Olonne mais il y est arrivé à l'adolescence et y a vécu plusieurs années.
La production est assurée par Alexandra Clert pour Son et Lumière,,.

### Tournage
Le tournage se déroule du 2 au 27 octobre 2023 aux Sables-d'Olonne, en Vendée, avec la participation de neuf comédiens locaux et près de 250 figurants issus des communes environnantes,,,,,,.

## Accueil

### Diffusions et audience
En Belgique, le téléfilm, diffusé le 18 février 2024 sur La Une, est regardé par 263 110 téléspectateurs et se classe premier en termes d'audience.
En France, diffusé le 7 septembre 2024 sur France 3, il est regardé par 3 620 000 téléspectateurs et se classe premier en termes d'audience avec 21,14 % de parts d'audience,,.

### Accueil critique
Pour le magazine Télé-Loisirs : « Ancré dans la fièvre du Vendée Globe, le récit louvoie entre suspense et univers marin. Marie-Josée Croze campe une Judith Kamara énigmatique, tandis que Tom Leeb convainc en flic maladroit. Souvent drôle, leur duo gagne en profondeur au fil de l'enquête ».
Le magazine Télé 7 jours estime que Le Vent des Sables est « un thriller qui nous plonge dans les coulisses d'une des plus belles courses en solitaire au monde magistralement servi par Marie Josée Croze et Tom Leeb, un duo aussi atypique qu'attachant ».
Pour l'hebdomadaire Télé Star, le téléfilm offre un « joli casting pour une intrigue finement ciselée ».
Le magazine Télé 2 semaines donne 2 étoiles et estime que « l'ensemble tient bien le cap, maintenu par un casting solide ».